# Чусовской (Челябинская область)
Чусовско́й — посёлок в Верхнеуфалейском городском округе Челябинской области России.

## География
Посёлок находится на берегу Большого Чусовского озера, на расстоянии примерно 8 км к северо-востоку от города Верхний Уфалей, административного центра городского округа. Абсолютная высота — 411 м над уровнем моря.

## Население
| 2002 | 2010 |
| ---- | ---- |
| 115  | ↘111 |

### Половой состав
По данным Всероссийской переписи, в 2010 году численность населения посёлка составляла 111 человек (58 мужчин и 53 женщины).

## Улицы
| - ул. Ключевая, - ул. Майская, | - ул. Чусовская, - пер. Чусовской. |